# Вусачик-акмеопс
Окатик (Acmaeops LeConte, 1850)— рід жуків з родини Скрипунових.

## Молекулярна філогенія
Згідно з даними молекулярної філогенії на основі мітохондрієвих генів 12S рРНК, 16S рРНК, COI і ядрових генів 18S рРНК, 28S рРНК рід Acmaeops є монофілетичним, об'єднуючи палеарктичних і неарктичних видів, у зв'язку з чим описаний у 2014 році рід Euracmaeops є невалідним (синонім).

## Види
- Acmaeops angusticollis(інші мови) (Gebler, 1833)
- Acmaeops discoideus(інші мови) (Haldeman, 1847)
- Окатик облямований – Acmaeops marginatus (Fabricius, 1781)
- Acmaeops proteus(інші мови) (Kirby, 1837)
- Окатик північний – Acmaeops septentrionis (Thomson, 1866)
- Acmaeops smaragdulus(інші мови) (Fabricius, 1792)

## Поширення
В Україні розповсюджені 2 види:
- Окатик облямований – Acmaeops marginatus (Fabricius, 1781)
- Окатик північний – Acmaeops septentrionis (Thomson, 1866)